# Gila Bend Canal
Der Gila Bend Canal [ˈhilə ˈbɛnd kəˈnæl] ist ein bedeutender Bewässerungskanal im westlichen Maricopa County, am Rande der Sonora-Wüste, im US-Bundesstaat Arizona.
Er beginnt nahe der Einmündung des Arlington Canal am jetzt zerstörten Gillespie Damm und führt auf einer Länge von etwa 70 km Wasser des Gila River und seiner Nebenflüsse in die intensiv durch Ackerbau genutzte Tallage um die Ortschaft Gila Bend. Zeitweise parallel zum Kanal und ihn mehrfach kreuzend, verläuft auch ein Abschnitt der Union-Pacific-Railroad-Trasse, in der Nähe befindet sich auch das  Sonoran Desert National Monument.